# ستيفاني دي روكس
ستيفاني دي روكس مارتن (بالإسبانية: Stefanie de Roux) (من مواليد 5 أغسطس 1982) عارضة أزياء ومذيعة تلفزيونية وحاملة لقب مسابقة جمال. فازت في مسابقة ملكة جمال بنما لعام 2002 ، وتنافس في مسابقة ملكة جمال الكون 2003 التي عقدت في مدينة بنما، بنما، حيث كانت في الدور قبل النهائي (أفضل 15).

## الروابط الخارجية
- Video of Stefanie on swimsuit at Miss Universe 2003
- Pageant Almanac list of semifinalists
- Miss Earth official website

| الجوائز و الإنجازات | الجوائز و الإنجازات       | الجوائز و الإنجازات  |
| ------------------- | ------------------------- | -------------------- |
| سبقه خوستيني باسيك  | سينوريتا بنما 2002        | تبعه جيسيكا رودريغيز |
| سبقه روزماري سواريز | ملكة جمال بنما الأرض 2006 | تبعه ناديه هيريرا    |